# Medalha de Ouro de Valor Militar

Medalha de Ouro de Valor Militar

A Medalha de Ouro de Valor Militar (em italiano: Medaglia d'oro al Valore Militare) é uma condecoração italiana criada em 21 de Maio de 1793 por Vitor Amadeu III da Sardenha "....per bassi ufficiali e soldati che avevano fatto azioni di segnalato valore in guerra" (por actos excepcionais de bravura durante a guerra por oficiais subalternos e praças). É o mais alto reconhecimento a nível militar.
Durante a Segunda Guerra Mundial, a medalha foi atribuída a militares, divisões e civis, por for valor distinto face ao inimigo. Por cada acto adicional, o titular recebia mais uma barra para a medalha.

## Titulares
(lista incompleta)
- Francesco Baracca
- Cesare Battisti
- Junio Valerio Borghese
- Carlo Emanuele Buscaglia
- Fulco Ruffo di Calabria
- Nicola Calipari
- Inigo Campioni
- Salvo D'Acquisto
- Unatù Endisciau, o único soldado indígena condecorado com a Medalha de Ouro.
- Carlo Fecia di Cossato
- Furio Niclot Doglio
- Luigi Gorrini
- Amedeo Guillet
- Hans-Joachim Marseille
- Tito Minniti
- Joachim Müncheberg
- Sandro Pertini
- Enrico Toti
- City of Naples
- Maurizio Ferrante
- Luigi Rizzo
- Ciro Scianna (Soldado)
- Dario Vitali (2º Tenente)
- Maurizio Zanfarino (1º Tenente)
- Aurelio Rossi (Major)
- Gianfranco Paglia (1º Tenente